# Orasemorpha eribotes
Orasemorpha eribotes (лат.) — вид паразитических наездников рода Orasemorpha из семейства Eucharitidae. Паразитоиды личинок и куколок муравьёв.

## Распространение
Австралия.

## Описание
Мелкие хальцидоидные наездники (самки 2,7—3,5 мм; самцы 2,1—3,1 мм). Усики 12-члениковые. Голова и мезосома самок тёмно-зелёная с металлическим отблеском. Брюшко чёрное с зеленоватым или красноватым металлическим отблеском. Скапус желтовато-коричневый. Жгутик усика буровато-чёрный. Ноги коричневые. Самцы темнее, буровато-чёрные. Членики жгутика усиков цилиндрические. Лицо сильно скульптировано. Основание петиоля сужено и лишено переднего дорсального киля. Петиоль самки поперечный, не более ширины и длины (отчего брюшко выглядит почти сидячим). Транскутальное сочленение (между мезоскутумом и аксиллой) полное с отчётливым поперечным швом. Паразитоиды личинок и куколок муравьёв Pheidole (Myrmicinae).